# Saison 2019-2020 des Canadiens de Montréal
 (mars 2023).
Les normes d'accessibilité du Web doivent être respectées sur les articles liés au hockey sur glace.
Les articles possédant ce bandeau sont listés dans la catégorie:Article hockey sur glace non accessible.
Les points d'amélioration suivants sont les cas les plus fréquents :
- Tableaux de données : utiliser les modèles préformatés déjà disponibles ou consulter l'aide ;
- Listes à puces : les listes à puces sont créées grâces aux astérisques. Il ne doit pas y avoir de ligne vide entre deux astérisques ;
- Langue : tout changement de langue doit être signalé grâce au modèle {{langue}} ou au paramètrelangue=quand le modèle {{Lien web}} est utilisé dans les références ;
- Alternative textuelle : toute image doit être accompagnée d'une description sommaire (à ne pas confondre avec la légende).

Voir aussi Wikipédia:Atelier accessibilité/Bonnes pratiques.
Nota : ce bandeau ne concerne pas les problèmes d'accessibilité dus aux modèles utilisés.
 (février 2021).
Autres saisons
Saison précédente Saison suivante
La saison 2019-2020 des Canadiens de Montréal est la 110e saison de hockey sur glace jouée dans la Ligue nationale de hockey. La saison a été interrompue après seulement 71 matchs, le 12 mars 2020, en raison des perturbations causées par la pandémie de la Covid-19. Les Séries éliminatoires se sont disputées d’août à septembre 2020.

## Avant-saison

### Contexte
Après avoir été exclus des séries pendant deux saisons consécutives, l'entraîneur Claude Julien, alors dans la troisième saison de son contrat, et les attaquants Max Domi, Jonathan Drouin et Jesperi Kotkaniemi doivent confirmer leur dernière saison. Les espoirs reposent également sur les jeunes joueurs tels que Nicholas Suzuki, Ryan Poehling, Victor Mete et Jack Evans.

### Les transferts
Le 22 juin 2019, lors du 57e repêchage de la LNH, les Canadiens vont réaliser plusieurs transactions. Ils acquièrent le choix de troisième ronde (Mattias Norlinder) et celui de cinquième ronde (Jacob Leguerrier) des Kings de Los Angeles, en retour de leur choix de deuxième ronde (Samuel Fagemo). En retour de leur choix de quatrième ronde, ils acquièrent des Sharks de San José leur choix de quatrième ronde pour le repêchage de 2020. Ils échangent le choix de cinquième ronde aux Panthers de la Floride contre leur choix de cinquième ronde pour le repêchage de 2020 (Jakub Dobes). Ils acquièrent un choix de septième ronde (Rafaël Harvey-Pinard) des Flyers de Philadelphie contre un choix de septième ronde pour 2020.
Le 30 juin 2019, les Canadiens échangent Andrew Shaw et un choix de septième ronde pour le repêchage de 2021 au Blackhawks de Chicago, en retour d’un choix de deuxième ronde et d’un choix de septième ronde pour le repêchage de 2020, ainsi qu’un choix de troisième ronde pour le repêchage de 2021. Le même jour, ils cèdent aussi Nicolas Deslauriers aux Ducks d’Anaheim contre un choix de quatrième ronde pour le repêchage de 2020.
Le 1er juillet 2019, Les Canadiens offrent un contrat à Riley Barber, évoluant la saison précédente pour les Capitals de Washington, qui signe un contrat d’un an pour un montant de 700'000 dollars. Le même jour, Keith Kinkaid, évoluant la saison précédente pour les Devils du New Jersey, s’engage avec les Canadiens sur un contrat d’un an pour un montant de 1’750'000 dollars.
Le 3 juillet 2019, les Canadiens accordent un contrat d’un an pour un montant de 700'000 dollars à Philip Varone. Ce dernier évoluait la saison précédente pour les Flyers de Philadelphie.
Le 4 juillet 2019, Les Canadiens embauchent Ben Chiarot, qui jouait la saison précédente pour les Jets de Winnipeg. Ils lui octroient un contrat de trois ans pour 3'500'000 de dollars par saison.
Le 5 juillet 2019, Nick Cousins, ancien joueur des Coyotes de l'Arizona, s’engage avec les Canadiens pour une saison et un montant de 1'000'000 de dollars.
Le 11 juillet 2019, les Canadiens et Joel Armia s’entendent sur un contrat de deux ans pour un montant de 2'600'000 dollars par saison. Le même jour, Artturi Lehkonen accepte lui aussi un contrat de deux ans et de 2'400'000 dollars par saison.
Le 19 juillet 2019, Les Canadiens s’entendent avec Charles Hudon sur un contrat d’une saison et de 800'000 dollars.
Le 27 juillet 2019, Michael McCarron signe une nouvelle entente avec les Canadiens pour un an et un montant de 700'000 dollars.
Le 7 décembre 2019, David Sklenička et les Canadiens rompent leur contrat d’un commun accord.
Le 2 janvier 2020, les Canadiens acquièrent Marco Scandella des Sabres de Buffalo en retour d’un choix de quatrième ronde pour le repêchage de 2020. Le même jour, ils envoient Mike Reilly aux Sénateurs d’Ottawa, en retour d’Andy Sturtz et d’un choix de cinquième ronde pour le repêchage de 2021.
Le 3 janvier 2020, Ilia Kovaltchouk, qui vient de voir son contrat racheté par les Kings de Los Angeles, s’entend avec les Canadiens sur un contre de 700'000 dollars valable pour la saison en cours.
Le 7 janvier 2020, les Canadiens acquièrent Laurent Dauphin des Predators de Nashville en retour de Michael McCarron.
Le 18 février 2020, les Canadiens transigent Marco Scandella aux Blues de Saint-Louis contre un choix de deuxième ronde pour le repêchage 2020 et d’un choix conditionnel de quatrième ronde pour le repêchage de 2021.
Le 20 février 2020, Les Canadiens acquièrent Joseph Blandisi et Jake Lucchini des Penguins de Pittsburgh, en retour de Riley Barber et de Philip Varone.
Le 23 février 2020, Les Canadiens transigent Ilia Kovaltchouk aux Capitals de Washington contre un choix de troisième tour au repêchage de 2020.
Le 24 février 2020, les Canadiens envoient Nate Thompson aux Flyers de Philadelphie, en retour d’un choix de cinquième ronde pour le repêchage de 2021. Le même jour, ils transigent Matthew Peca aux Sénateurs d’Ottawa contre Aaron Luchuk et un choix de septième ronde au repêchage de 2020. Enfin, ils cèdent Nick Cousins aux Golden Knights de Vegas en retour d’un choix de quatrième ronde pour le repêchage de 2021.
Le 19 mars 2020, Alex Belzile signe une nouvelle entente avec les Canadiens, pour un an et un montant de 700'000 dollars.
Le 25 mars 2020, Gustav Olofsson prolonge avec les Canadiens pour un an et 750'000 dollars.
Le 26 mars 2020, les Canadiens annoncent la signature de Jesse Ylönen. Il signe un contrat de trois ans pour 925'000 dollars par saison.
Le 3 avril 2020, Laurent Dauphin accepte un contrat d’une saison et 700'000 dollars auprès des Canadiens.
Le 21 avril 2020, Vassili Demtchenko, en provenance du Metallurg Magnitogorsk, s’engage avec les Canadiens pour une saison et 700'000 dollars.
Le 1er mai 2020, Arsen Khisamutdinov signe son contrat d’entrée, pour une durée de deux ans et 795'000 dollars par saison.
Le 12 mai 2020, Cameron Hillis s’engage avec les Canadiens. Il signe un contrat d’une durée de trois saisons pour 910'000 dollars par saison.
Le 13 juillet 2020, Aleksandr Romanov accepte une entente de trois ans et d’un montant de 1’177'500 par saison avec les Canadiens.

### Joueurs repêchés
Les Canadiens possèdent le 15e droit lors du repêchage de 2019 se déroulant le 21 juin 2019 et le 22 juin 2019 à Vancouver, dans la patinoire des Canucks de Vancouver, le Rogers Arena. Ils sélectionnent au premier tour Cole Caufield, ailier droit de l’United States National Team Development Program de l’United States Hockey League. La liste des joueurs repêchés en 2019 par les Montréalais est la suivante :
| Ronde | Choix | Nom                    | Poste          | Nationalité | Équipe précédente                                      |
| ----- | ----- | ---------------------- | -------------- | ----------- | ------------------------------------------------------ |
| 1     | 15    | Cole Caufield          | Ailier droit   | États-Unis  | United States National Team Development Program (USHL) |
| 2     | 46    | Jayden Struble         | Défenseur      | États-Unis  | St. Sebastiens (USHS-Prep)                             |
| 3     | 64    | Mattias Norlinder      | Défenseur      | Suède       | MODO Hockey U20 (J20 SuperElit)                        |
| 3     | 77    | Gianni Fairbrother     | Défenseur      | Canada      | Silvertips d'Everett (LHOu)                            |
| 5     | 126   | Jacob Leguerrier       | Défenseur      | Canada      | Greyhounds de Sault-Sainte-Marie (LHO)                 |
| 5     | 131   | Rhett Pitlick          | Ailier gauche  | États-Unis  | Chaska (Minnesota High School)                         |
| 5     | 138   | Frederik Nissen Dichow | gardien de but | Danemark    | Vojens IK (1. Division)                                |
| 6     | 170   | Arsen Khissamoutdinov  | Centre         | Russie      | MHC Reaktor (MHL)                                      |
| 7     | 201   | Rafaël Harvey-Pinard   | Ailier gauche  | Canada      | Huskies de Rouyn-Noranda (LHJMQ)                       |
| 7     | 206   | Kieran Ruscheinski     | Défenseur      | Canada      | Northstars de Calgary (Midget AAA)                     |

## Composition de l’équipe
L'équipe 2019-2020 des Canadiens est entraînée par Claude Julien, assisté de Dominique Ducharme, Luke Richardson, Kirk Muller, Stéphane Waite et Mario Leblanc ; le directeur général de la franchise est Marc Bergevin. Les joueurs sur la patinoire depuis le début de la saison sont inscrits dans le tableau ci-dessous. Certains des joueurs ont également joué des matchs avec l'équipe associée aux : le Rocket de Laval, franchise de la Ligue américaine de hockey.Les buts des séances de tir de fusillade ne sont pas comptés dans ces statistiques.
| No | Nationalité | Joueur           | PJ | V  | D  | DP | Min   | BC  | BL | Moy  | %Arr | A | Pun | Commentaire |
| -- | ----------- | ---------------- | -- | -- | -- | -- | ----- | --- | -- | ---- | ---- | - | --- | ----------- |
| 30 | États-Unis  | Cayden Primeau   | 2  | 1  | 1  | 0  | 119   | 5   | 0  | 2,52 | 93,1 | 0 | 0   |             |
| 31 | Canada      | Carey Price      | 58 | 27 | 25 | 6  | 3 440 | 160 | 4  | 2,79 | 90,9 | 0 | 6   |             |
| 37 | États-Unis  | Keith Kinkaid    | 6  | 1  | 1  | 3  | 340   | 24  | 0  | 4,24 | 88,8 | 0 | 0   |             |
| 39 | États-Unis  | Charlie Lindgren | 6  | 2  | 4  | 0  | 361   | 20  | 0  | 3,33 | 87,5 | 0 | 0   |             |

| No | Nationalité | Joueur          | PJ | B  | A  | Pts | Pun | Commentaire                                                                                      |
| -- | ----------- | --------------- | -- | -- | -- | --- | --- | ------------------------------------------------------------------------------------------------ |
| 6  | Canada      | Shea Weber      | 65 | 15 | 21 | 36  | 33  | C - capitaine de l'équipe                                                                        |
| 8  | Canada      | Ben Chiarot     | 69 | 9  | 12 | 21  | 61  |                                                                                                  |
| 20 | Canada      | Cale Fleury     | 41 | 1  | 0  | 1   | 6   |                                                                                                  |
| 26 | États-Unis  | Jeff Petry      | 71 | 11 | 29 | 40  | 26  | A - assistant capitaine                                                                          |
| 27 | Canada      | Karl Alzner     | 4  | 0  | 0  | 0   | 0   |                                                                                                  |
| 28 | États-Unis  | Mike Reilly     | 14 | 0  | 4  | 4   | 6   | A fini la saison avec les Sénateurs d’Ottawa                                                     |
| 28 | Canada      | Marco Scandella | 20 | 1  | 2  | 3   | 8   | A commencé la saison avec les Sabres de Buffalo · A fini la saison avec les Blues de Saint-Louis |
| 32 | Suède       | Christian Folin | 16 | 1  | 1  | 2   | 13  |                                                                                                  |
| 51 | Suède       | Gustav Olofsson | 3  | 0  | 0  | 0   | 2   |                                                                                                  |
| 53 | Canada      | Victor Mete     | 51 | 4  | 7  | 11  | 20  |                                                                                                  |
| 61 | Canada      | Xavier Ouellet  | 12 | 0  | 2  | 2   | 4   |                                                                                                  |
| 64 | Finlande    | Otto Leskinen   | 5  | 0  | 0  | 0   | 0   |                                                                                                  |
| 77 | Canada      | Brett Kulak     | 56 | 0  | 7  | 7   | 12  |                                                                                                  |

| No | Nationalité | Joueur             | Poste | PJ | B  | A  | Pts | Pun | Commentaire                                                                                           |
| -- | ----------- | ------------------ | ----- | -- | -- | -- | --- | --- | --- |
| 11 | Canada      | Brendan Gallagher  | AD    | 59 | 22 | 21 | 43  | 29  | A - assistant capitaine                                                                               |
| 13 | Canada      | Max Domi           | C     | 71 | 17 | 27 | 44  | 35  | |
| 14 | Canada      | Nicholas Suzuki    | C     | 71 | 13 | 28 | 41  | 6   | |
| 15 | Finlande    | Jesperi Kotkaniemi | C     | 36 | 6  | 2  | 8   | 23  | |
| 17 | Russie      | Ilia Kovaltchouk   | AG    | 22 | 6  | 7  | 13  | 2   | A commencé la saison avec les Kings de Los Angeles · A fini la saison avec les Capitals de Washington |
| 21 | Canada      | Nick Cousins       | C     | 58 | 9  | 13 | 22  | 33  | A fini la saison avec les Golden Knights de Vegas                                                     |
| 22 | Canada      | Dale Weise         | AD    | 23 | 1  | 4  | 5   | 16  | |
| 24 | Canada      | Phillip Danault    | C     | 71 | 13 | 34 | 47  | 32  | |
| 25 | États-Unis  | Ryan Poehling      | C     | 27 | 1  | 1  | 2   | 4   | |
| 40 | Finlande    | Joel Armia         | AD    | 58 | 16 | 14 | 30  | 28  | |
| 41 | Canada      | Paul Byron         | AG    | 29 | 4  | 6  | 10  | 4   | A - assistant capitaine                                                                               |
| 42 | Suède       | Lukas Vejdemo      | C     | 7  | 1  | 0  | 1   | 0   | |
| 43 | Canada      | Jordan Weal        | C     | 49 | 8  | 7  | 15  | 14  | |
| 44 | États-Unis  | Nate Thompson      | C     | 63 | 4  | 10 | 14  | 21  | A - assistant capitaine · A fini la saison avec les Flyers de Philadelphie                            |
| 49 | États-Unis  | Riley Barber       | AD    | 9  | 0  | 0  | 0   | 2   | |
| 54 | Canada      | Charles Hudon      | AG    | 15 | 1  | 1  | 2   | 0   | |
| 62 | Finlande    | Artturi Lehkonen   | AG    | 70 | 13 | 14 | 27  | 24  | |
| 63 | Canada      | Matthew Peca       | C     | 5  | 0  | 0  | 0   | 0   | A fini la saison avec les Sénateurs d’Ottawa                                                          |
| 71 | Canada      | Jake Evans         | C     | 13 | 2  | 1  | 3   | 0   | |
| 90 | Slovaquie   | Tomáš Tatar        | AG    | 68 | 22 | 39 | 61  | 36  | |
| 92 | Canada      | Jonathan Drouin    | AG    | 27 | 7  | 8  | 15  | 14  | |

## La saison régulière

### Match après match
Nota : les résultats sont indiqués dans la boîte déroulante ci-dessous afin de ne pas surcharger l'affichage de la page. La colonne « Fiche » indique à chaque match le parcours de l'équipe au niveau des victoires, défaites et défaites en prolongation ou lors de la séance de tir de fusillade (dans l'ordre). La colonne « Pts » indique les points récoltés par l'équipe au cours de la saison. Une victoire rapporte deux points et une défaite en prolongation, un seul.
- Victoire (2 points)
- Défaite dans le temps réglementaire (0 point)
- Défaite en prolongation ou en fusillade (1 point)

| No | Date  | Adversaire  | Lieu        |
| -- | ----- | ----------- | ----------- |
| 72 | 12/03 | Sabres      | Montreal    |
| 73 | 15/03 | Ducks       | Anaheim     |
| 74 | 17/03 | Kings       | Los Angeles |
| 75 | 19/03 | Sharks      | San Jose    |
| 76 | 21/03 | Avalanche   | Denver      |
| 77 | 24/03 | Sabres      | Montreal    |
| 78 | 26/03 | Panthers    | Montreal    |
| 79 | 28/03 | Islanders   | Montreal    |
| 80 | 30/03 | Blackhawks  | Chicago     |
| 81 | 1/04  | Predators   | Nashville   |
| 82 | 4/04  | Maple Leafs | Toronto     |

### Classement de l'équipe
À la suite de l'arrêt en cours de saison, des classements par association sont établis, en prenant en considération le pourcentage de victoire de chaque équipe. L’équipe des Canadiens finit à la douzième place de l'Association de l'Est, leur permettant d’accéder au tour de qualification pour les séries éliminatoires.
| Clt | Équipe                    | PJ | V  | D  | DP | BP  | BC  | Diff. | %    |
| --- | ------------------------- | -- | -- | -- | -- | --- | --- | ----- | ---- |
| 1   | Bruins de Boston          | 70 | 44 | 14 | 12 | 227 | 174 | +53   | 71,4 |
| 2   | Lightning de Tampa Bay    | 70 | 43 | 21 | 6  | 245 | 195 | +50   | 65,7 |
| 3   | Capitals de Washington    | 69 | 41 | 20 | 8  | 240 | 215 | +25   | 65,2 |
| 4   | Flyers de Philadelphie    | 69 | 41 | 21 | 7  | 232 | 196 | +36   | 64,5 |
| 5   | Penguins de Pittsburgh    | 69 | 40 | 23 | 6  | 224 | 196 | +28   | 62,3 |
| 6   | Hurricanes de la Caroline | 68 | 38 | 25 | 5  | 222 | 193 | +29   | 59,6 |
| 7   | Islanders de New York     | 68 | 35 | 23 | 10 | 192 | 193 | -1    | 58,8 |
| 8   | Maple Leafs de Toronto    | 70 | 36 | 25 | 9  | 238 | 227 | +11   | 57,9 |
| 9   | Blue Jackets de Columbus  | 70 | 33 | 22 | 15 | 180 | 187 | -7    | 57,9 |
| 10  | Panthers de la Floride    | 69 | 35 | 26 | 8  | 231 | 228 | +3    | 56,5 |
| 11  | Rangers de New York       | 70 | 37 | 28 | 5  | 234 | 222 | +12   | 56,4 |
| 12  | Canadiens de Montréal     | 71 | 31 | 31 | 9  | 212 | 221 | -9    | 50,0 |
| 13  | Sabres de Buffalo         | 69 | 30 | 31 | 8  | 195 | 217 | -22   | 49,3 |
| 14  | Devils du New Jersey      | 69 | 28 | 29 | 12 | 189 | 230 | -41   | 49,3 |
| 15  | Sénateurs d'Ottawa        | 71 | 25 | 34 | 12 | 191 | 243 | -52   | 43,7 |
| 16  | Red Wings de Détroit      | 71 | 17 | 49 | 5  | 145 | 267 | -122  | 27,5 |

- En gras : qualifié pour le tournoi de classement
- En italique : qualifié pour le tour de qualification

Avec 212 buts inscrits, les Canadiens terminent à la dix-neuvième place de ce classement, l'attaque au score le plus élevé étant celle du Lightning de Tampa Bay avec 245 réussites. Et l'attaque au score le moins élevé est celle des Red Wings de Détroit avec 145 buts inscrits.
Au niveau défensif, les Canadiens accordent 221 buts, soit la vingt-troisième place de la ligue, les Bruins de Boston sont ceux qui ont concédé le moins de buts (174) alors qu'au contraire, les Red Wings de Détroit accordent 267 buts et finissent au dernier rang.
Avec une moyenne de 17,7% de buts inscrits lors d’avantage numérique, les Canadiens occupent le vingt-deuxième rang de ce classement. Les meilleurs étant les Oilers d’Edmonton qui inscrivent un but dans 29,5% de leur avantage numérique et les moins bons sont les Sénateurs d’Ottawa avec un taux d’efficacité de 14,2%.
En empêchant leurs adversaires dans 78,7% des cas de désavantages numériques, les Canadiens occupent le dix-neuvième rang de ce classement. Les meilleurs en désavantage numérique sont les Sharks de San Jose, protégeant leur filet dans 85,7% des cas et les moins bons sont les Red Wings de Détroit qui ne font pas mieux que 74,3%.
Le 25 janvier 2020, se déroule le match des étoiles se déroule au Enterprise Center à Saint-Louis. Le seul représentant des Canadiens est le capitaine de l’équipe, Shea Weber. Ce dernier remporte le concours du tir le plus puissant en réalisant un lancer à 106.5 mph.

### Les meneurs de la saison
Finalement, lors de la saison régulière, Tomáš Tatar est le joueur des Canadiens qui a inscrit le plus de buts (22), fait le plus de passes (39) et donc totalisé le plus de points (61) %. Au niveau de la Ligue nationale de hockey, Aleksandr Ovetchkine est le joueur qui a marqué le plus de buts (48), Tatar étant à la 58e position. Au niveau des passeurs, Leon Draisaitl en comptabilise 67, Tatar finit à la 36e place de ce classement. Enfin au niveau des points, Draisaitl finit premier de la LNH avec 110 points, Tatar se classe 35e.
Au niveau des défenseurs, Jeff Petry est le défenseur des Canadiens le plus prolifique de la saison aussi bien au niveau des passes que des points (respectivement 29 et 40). Il finit vingt et unième meilleur défenseur-pointeur. John Carlson des Capitals de Washington finit premier avec un total de 75 points. Au niveau des buts, Shea Weber inscrivant 15 buts, finit en 7e position des défenseurs tandis que Zach Werenski des Blue Jackets de Columbus a marqué à 20 reprises. Jeff Petry a distribué 177 mise en échec, ce qui le classe au sixième rang de la ligue. Rasmus Ristolainen des Sabres de Buffalo est le joueur plaquant le plus ses adversaires avec 203 mises en échec.
Au niveau des recrues, Nick Suzuki comptabilise 13 buts et 28 passes, pour un total de 41 points. Il se classe au 6e rang de la ligue, la recrue la plus prolifique étant Quinton Hughes des Canucks de Vancouver avec un total de 53 points.
Enfin, au niveau des pénalités, Ben Chiarot cumule un total de 61 minutes ce qui lui vaut le 30e rang d’un classement remporté par Evander Kane des Sharks de San Jose, ce dernier récoltant un total 122 minutes.

## Séries éliminatoires

### Déroulement des séries

#### Tour de qualification contre les Penguins
Les Canadiens, à la suite de l’annonce du 26 mai 2020, accèdent aux Séries éliminatoires de la Coupe Stanley, étant au douzième rang dans l’Association de l’Est. Afin d’éviter une propagation de la Covid-19, les rencontres vont se dérouler à huis clos à la Scotiabank Arena de Toronto.
Lors du tour de qualification, ils rencontrent l’équipe qui a terminé au cinquième rang, les Penguins de Pittsburgh, dans une série de cinq matchs. Ces derniers ont remporté deux coupes au cours des cinq dernières années. Sidney Crosby et Ievgueni Malkine sont deux joueurs emblématiques. L'équipe de Pittsburgh était également composée dans ses rangs de Jake Guentzel, Bryan Rust, Conor Sheary, Kristopher Letang et Matthew Murray. Durant la saison, les deux équipes se sont rencontrées trois fois, une victoire chacune et une victoire en prolongation pour les Penguins. Crosby et Malkin, les deux joueurs de centre principaux des Penguins, comptabilisent à eux deux 326 matchs de séries éliminatoires disputés, alors que du côté des Canadiens, le seul joueur de centre à avoir disputé des matchs de séries éliminatoires est Danault.
Le premier match des séries entre les deux équipes se déroule le 1er août 2020. Kotkaniemi et Suzuki marquent un but chacun à leur premier match de série éliminatoire. Crosby et Rust (en supériorité numérique) ramènent les Penguins à égalité. Les prolongations sont nécessaires pour départager les deux équipes. Petry permet aux Canadiens de prendre l’avantage dans la série.
Le deuxième match des séries entre les deux équipes se déroule le 3 août 2020. Les Canadiens se voient décerner deux punitions pour surnombre sur la glace lors de la première période. Carey Price se distingue particulièrement pendant ce match. Pour une deuxième partie, il parvient à empêcher Malkin d’inscrire un point sur la feuille de match. Les Canadiens s’inclinent sur le score de 3 à 1.
Le troisième match des séries entre les deux équipes se déroule le 5 août 2020. Les Canadiens sont menés 3 à 1 à la mi-match, ils s’imposent 4 à 3. Phillip Danult impressionne en remportant onze des quinze mises en jeu face à Sidney Crosby.
Le quatrième match des séries entre les deux équipes se déroule le 7 août 2020. Mike Sullivan, l’entraineur des Penguins, accorde un premier départ en série au gardien Tristan Jarry, mais sa troupe faisant face à l’élimination, semble tétanisée. Price obtient le sixième blanchissage de sa carrière en séries éliminatoires, grâce entre autres au travail de Weber et Chiarot. Kotkaniemi se démarque sur cette série, en distribuant 19 mises en échec, il démontre qu’il faut compter sur lui pour le jeu près des bandes.
| 1 août | Penguins | 2-3 (pr) (0-1, 2-1, 0-0, 0-1) | Canadiens | Scotiabank Arena - spectateurs |

| Feuille de match | Feuille de match                                                                         | Feuille de match    | Feuille de match                                                                                        | Feuille de match                                             |
| ---------------- | ---------------------------------------------------------------------------------------- | ------------------- | --- | ------------------------------------------------------------ |
|                  | - Crosby (Guentzel, Schultz) — 29 min 55 s Rust (Hornqvist, McCann) — 32 min 34 s (SN) - | 0-1 0-2 1-2 2-2 2-3 | Kotkaniemi (Byron, Kulak) — 11 min 27 s Suzuki — 26 min 53 s - Petry (Gallagher, Danault) — 73 min 57 s | Arbitrage : Gord Dwyer, Jean Hebert Steve Barton, Devin Berg |
| Murray           | Gardiens                                                                                 | Price               | | Arbitrage : Gord Dwyer, Jean Hebert Steve Barton, Devin Berg |
| 4 min            | Pénalités                                                                                | 14 min              | | Arbitrage : Gord Dwyer, Jean Hebert Steve Barton, Devin Berg |
| 41               | Tirs                                                                                     | 35                  | | Arbitrage : Gord Dwyer, Jean Hebert Steve Barton, Devin Berg |

| 3 août | Penguins | 3-1 (1-0, 0-0, 2-1) | Canadiens | Scotiabank Arena - spectateurs |

| Feuille de match | Feuille de match | Feuille de match | Feuille de match                               | Feuille de match                                                  |
| ---------------- | --- | ---------------- | ---------------------------------------------- | ----------------------------------------------------------------- |
|                  | Crosby (Guentzel, Sheary) — 4 min 25 s Zucker (Sheary, Dumoulin) — 54 min 41 s - Guentzel (Rust) — 59 min 50 s (CV) | 1-0 2-0 2-1 3-1  | - Kotkaniemi (Lehkonen, Petry) — 57 min 50 s - | Arbitrage : Francis Charron, Chris Lee Derek Amell, Bryan Pancich |
| Murray           | Gardiens | Price            |                                                | Arbitrage : Francis Charron, Chris Lee Derek Amell, Bryan Pancich |
| 8 min            | Pénalités | 14 min           |                                                | Arbitrage : Francis Charron, Chris Lee Derek Amell, Bryan Pancich |
| 38               | Tirs | 27               |                                                | Arbitrage : Francis Charron, Chris Lee Derek Amell, Bryan Pancich |

| 5 août | Canadiens | 4-3 (1-2, 2-1, 1-0) | Penguins | Scotiabank Arena - spectateurs |

| Feuille de match | Feuille de match | Feuille de match            | Feuille de match | Feuille de match                                                       |
| ---------------- | --- | --------------------------- | --- | ---------------------------------------------------------------------- |
|                  | Weber (Lehkonen, Byron) — 4 min 57 s - Drouin (Chiarot, Weber) — 30 min 13 s Byron (Suzuki, Weber) — 35 min 50 s Petry (Chiarot, Danault) — 45 min 33 s | 1-0 1-1 1-2 1-3 2-3 3-3 4-3 | - Hornqvist (Malkin, Crosby) — 8 min 40 s (SN) Zucker (Rust, Marino) — 9 min 39 s (SN) Blueger (Aston-Reese, Tanev) — 25 min 34 s - | Arbitrage : Kevin Pollock, Kyle Rehman Shandor Alphonso, Greg Devorski |
| Price            | Gardiens | Murray                      | | Arbitrage : Kevin Pollock, Kyle Rehman Shandor Alphonso, Greg Devorski |
| 6 min            | Pénalités | 10 min                      | | Arbitrage : Kevin Pollock, Kyle Rehman Shandor Alphonso, Greg Devorski |
| 31               | Tirs | 33                          | | Arbitrage : Kevin Pollock, Kyle Rehman Shandor Alphonso, Greg Devorski |

| 7 août | Canadiens | 2-0 (0-0, 0-0, 2-0) | Penguins | Scotiabank Arena - spectateurs |

| Feuille de match | Feuille de match                                        | Feuille de match | Feuille de match | Feuille de match                                                        |
| ---------------- | ------------------------------------------------------- | ---------------- | ---------------- | ----------------------------------------------------------------------- |
|                  | Lehkonen (Byron) — 55 min 49 s Weber — 59 min 28 s (CV) | 1-0 2-0          | -                | Arbitrage : Eric Furlatt, Trevor Hanson Shandor Alphonso, Greg Devorski |
| Price            | Gardiens                                                | Jarry            |                  | Arbitrage : Eric Furlatt, Trevor Hanson Shandor Alphonso, Greg Devorski |
| 4 min            | Pénalités                                               | 4 min            |                  | Arbitrage : Eric Furlatt, Trevor Hanson Shandor Alphonso, Greg Devorski |
| 22               | Tirs                                                    | 22               |                  | Arbitrage : Eric Furlatt, Trevor Hanson Shandor Alphonso, Greg Devorski |

#### Quarts de finale de l’association de l’est contre les Flyers
Les Flyers de Philadelphie, dernière qualifiée des quatre équipes de l'association de l'Est au début du tournoi de classement ont gagné leurs trois matchs pour s'offrir la première place des têtes de séries lors du tournoi final. Pour leur part, les Canadiens de Montréal, 12e et derniers sélectionnés pour le tour de qualification, ont déjoué les pronostics en battant en quatre matches les Penguins de Pittsburgh. En saison régulière, les deux équipes se sont rencontrées à trois reprises, pour un bilan de deux victoires contre une en faveur des Flyers. En saison régulière, Travis Konecny des Flyers et Tomáš Tatar des Canadiens ont terminé en tête des pointeurs de leur équipe respective avec 61 points chacun,. Côté gardiens, Carter Hart et Brian Elliott se sont partagé le filet pour Philadelphie, autant en saison qu'en tournoi de classement ; Carey Price est le gardien numéro un de Montréal et a terminé le tour de qualification avec une moyenne de 1,67 but encaissé par match et 94,7 % d'arrêts.
| 12 août | Philadelphie | 2-1 (1-0, 1-1, 0-0) | Montréal | Scotiabank Arena |

| Feuille de match | Feuille de match                                                               | Feuille de match | Feuille de match                              | Feuille de match                                                      |
| ---------------- | ------------------------------------------------------------------------------ | ---------------- | --------------------------------------------- | --------------------------------------------------------------------- |
|                  | Voráček ( Provorov, Giroux) — 8 min 54 s (SN) Farabee ( Sanheim) — 34 min 54 s | 1-0 1-1 2-1      | Weber ( Drouin, Gallagher) — 34 min 38 s (SN) | Arbitrage : Trevor Hanson, Eric Furlatt Matt MacPherson, Derek Nansen |
| Hart             | Gardiens                                                                       |                  |                                               | Arbitrage : Trevor Hanson, Eric Furlatt Matt MacPherson, Derek Nansen |
| 6 min            | Pénalités                                                                      | 10 min           |                                               | Arbitrage : Trevor Hanson, Eric Furlatt Matt MacPherson, Derek Nansen |
| 31               | Tirs                                                                           | 28               |                                               | Arbitrage : Trevor Hanson, Eric Furlatt Matt MacPherson, Derek Nansen |

| 14 août | Philadelphie | 0-5 (0-2, 0-2, 0-1) | Montréal | Scotiabank Arena |

| Feuille de match                         | Feuille de match | Feuille de match    | Feuille de match | Feuille de match                                             |
| ---------------------------------------- | ---------------- | ------------------- | --- | ------------------------------------------------------------ |
|                                          |                  | 0-1 0-2 0-3 0-4 0-5 | Tatar (Gallagher, Suzuki) — 1 min 2 s Kotkaniemi (Drouin, Domi) — 12 min 36 s Tatar (Mete, Domi) — 21 min 25 s (SN) Armia (Evans, Belzile) — 37 min 57 s Kotkaniemi (Domi, Mete) — 50 min 35 s (SN) | Arbitrage : Jean Hebert, Gord Dwyer Devin Berg, Steve Barton |
| Hart (37 min 57 s) Elliott (21 min 57 s) | Gardiens         | Price               | | Arbitrage : Jean Hebert, Gord Dwyer Devin Berg, Steve Barton |
| 26 min                                   | Pénalités        | 24 min              | | Arbitrage : Jean Hebert, Gord Dwyer Devin Berg, Steve Barton |
| 30                                       | Tirs             | 32                  | | Arbitrage : Jean Hebert, Gord Dwyer Devin Berg, Steve Barton |

| 16 août | Montréal | 0-1 (0-1, 0-0, 0-0) | Philadelphie | Scotiabank Arena |

| Feuille de match | Feuille de match | Feuille de match | Feuille de match                    | Feuille de match                                                       |
| ---------------- | ---------------- | ---------------- | ----------------------------------- | ---------------------------------------------------------------------- |
|                  |                  | 0-1              | Voráček (Giroux, Hägg) — 5 min 21 s | Arbitrage : Chris Lee, Francis Charron David Brisebois, Michel Cormier |
| Price            | Gardiens         | Hart             |                                     | Arbitrage : Chris Lee, Francis Charron David Brisebois, Michel Cormier |
| 12 min           | Pénalités        | 6 min            |                                     | Arbitrage : Chris Lee, Francis Charron David Brisebois, Michel Cormier |
| 23               | Tirs             | 20               |                                     | Arbitrage : Chris Lee, Francis Charron David Brisebois, Michel Cormier |

| 18 août | Montréal | 0-2 (0-1, 0-1, 0-0) | Philadelphie | Scotiabank Arena |

| Feuille de match | Feuille de match | Feuille de match | Feuille de match                                                            | Feuille de match                                                        |
| ---------------- | ---------------- | ---------------- | --------------------------------------------------------------------------- | ----------------------------------------------------------------------- |
|                  |                  | 0-1 0-2          | Raffl (Couturier, Voráček) — 6 min 32 s Myers (Konecny, Hayes) — 37 min 4 s | Arbitrage : Wes McCauley, Frederick L'Ecuyer Derek Amell, Bryan Pancich |
| Price            | Gardiens         | Hart             |                                                                             | Arbitrage : Wes McCauley, Frederick L'Ecuyer Derek Amell, Bryan Pancich |
| 6 min            | Pénalités        | 4 min            |                                                                             | Arbitrage : Wes McCauley, Frederick L'Ecuyer Derek Amell, Bryan Pancich |
| 29               | Tirs             | 22               |                                                                             | Arbitrage : Wes McCauley, Frederick L'Ecuyer Derek Amell, Bryan Pancich |

| 19 août | Philadelphie | 3-5 (0-1, 2-2, 1-2) | Montréal | Scotiabank Arena |

| Feuille de match | Feuille de match | Feuille de match                | Feuille de match | Feuille de match                                                   |
| ---------------- | --- | ------------------------------- | --- | ------------------------------------------------------------------ |
|                  | Voráček (Giroux, Provorov) — 22 min 35 s (SN) Voráček (Giroux, Couturier) — 26 min 37 s (SN) Farabee (Voráček, Couturier) — 50 min 37 s (SN) | 0-1 1-1 2-1 2-2 2-3 3-3 3-4 3-5 | Armia ( Ouellet, Kulak) — 2 min 53 s (IN) Armia (Kulak) — 30 min 12 s Gallagher (Suzuki, Drouin) — 31 min 30 s (SN) Suzuki (Drouin) — 50 min 59 s Danault (Lehkonen) — 59 min 42 s (CV) | Arbitrage : Kyle Rehman, Chris Lee Shandor Alphonso, Greg Devorski |
| Hart             | Gardiens | Price                           | | Arbitrage : Kyle Rehman, Chris Lee Shandor Alphonso, Greg Devorski |
| 34 min           | Pénalités | 33 min                          | | Arbitrage : Kyle Rehman, Chris Lee Shandor Alphonso, Greg Devorski |
| 29               | Tirs | 33                              | | Arbitrage : Kyle Rehman, Chris Lee Shandor Alphonso, Greg Devorski |

| 21 août | Montréal | 2-3 (1-2, 1-1, 0-0) | Philadelphie | Scotiabank Arena |

| Feuille de match | Feuille de match                                                             | Feuille de match    | Feuille de match                                                                                      | Feuille de match                                             |
| ---------------- | ---------------------------------------------------------------------------- | ------------------- | --- | ------------------------------------------------------------ |
|                  | Suzuki (Armia, Drouin) — 10 min 3 s (SN) Suzuki (Drouin, Armia) — 26 min 5 s | 0-1 0-2 1-2 1-3 2-3 | Provorov (Hayes) — 28 s Provorov (Grant, Pitlick) — 5 min 23 s Raffl (Sanheim, Voráček) — 24 min 26 s | Arbitrage : Jean Hebert, Gord Dwyer Steve Barton, Devin Berg |
| Price            | Gardiens                                                                     | Hart                | | Arbitrage : Jean Hebert, Gord Dwyer Steve Barton, Devin Berg |
| 8 min            | Pénalités                                                                    | 4 min               | | Arbitrage : Jean Hebert, Gord Dwyer Steve Barton, Devin Berg |
| 33               | Tirs                                                                         | 17                  | | Arbitrage : Jean Hebert, Gord Dwyer Steve Barton, Devin Berg |

### Statistiques des joueurs
| No | Nationalité | Joueur      | PJ | V | D | Min | BC | BL | Moy  | %Arr | A | Pun |
| -- | ----------- | ----------- | -- | - | - | --- | -- | -- | ---- | ---- | - | --- |
| 31 | Canada      | Carey Price | 10 | 5 | 5 | 606 | 18 | 2  | 1,78 | 93,6 | 0 | 0   |

| No | Nationalité | Joueur         | PJ | B | A | Pts | Pun |
| -- | ----------- | -------------- | -- | - | - | --- | --- |
| 6  | Canada      | Shea Weber     | 10 | 3 | 2 | 5   | 16  |
| 8  | Canada      | Ben Chiarot    | 10 | 0 | 2 | 2   | 12  |
| 26 | États-Unis  | Jeff Petry     | 10 | 2 | 1 | 3   | 6   |
| 53 | Canada      | Victor Mete    | 10 | 0 | 2 | 2   | 2   |
| 61 | Canada      | Xavier Ouellet | 10 | 0 | 1 | 1   | 14  |
| 77 | Canada      | Brett Kulak    | 10 | 0 | 3 | 3   | 0   |

| No | Nationalité | Joueur             | Poste | PJ | B | A | Pts | Pun |
| -- | ----------- | ------------------ | ----- | -- | - | - | --- | --- |
| 11 | Canada      | Brendan Gallagher  | AD    | 9  | 1 | 3 | 4   | 2   |
| 13 | Canada      | Max Domi           | C     | 10 | 0 | 3 | 3   | 8   |
| 14 | Canada      | Nicholas Suzuki    | C     | 10 | 4 | 3 | 7   | 0   |
| 15 | Finlande    | Jesperi Kotkaniemi | C     | 10 | 4 | 0 | 4   | 23  |
| 22 | Canada      | Dale Weise         | AD    | 5  | 0 | 0 | 0   | 2   |
| 24 | Canada      | Phillip Danault    | C     | 10 | 1 | 2 | 3   | 6   |
| 40 | Finlande    | Joel Armia         | AD    | 10 | 3 | 2 | 5   | 10  |
| 41 | Canada      | Paul Byron         | AG    | 10 | 1 | 3 | 4   | 6   |
| 43 | Canada      | Jordan Weal        | C     | 2  | 0 | 0 | 0   | 0   |
| 54 | Canada      | Charles Hudon      | AG    | 2  | 0 | 0 | 0   | 0   |
| 60 | Canada      | Alex Belzile       | AD    | 6  | 0 | 1 | 1   | 0   |
| 62 | Finlande    | Artturi Lehkonen   | AG    | 10 | 1 | 3 | 4   | 8   |
| 71 | Canada      | Jake Evans         | C     | 6  | 0 | 1 | 1   | 0   |
| 90 | Slovaquie   | Tomáš Tatar        | AG    | 10 | 2 | 0 | 2   | 4   |
| 92 | Canada      | Jonathan Drouin    | AG    | 10 | 1 | 6 | 7   | 8   |